# 闊闊倫公主
闊闊倫（?—?），元朝公主，元仁宗的女儿。
闊闊倫嫁给了弘吉剌部的首领脱罗本，脱罗本父亲不详，祖父是特薛禅。特薛禅是成吉思汗夫人孛儿帖的父亲。而闊闊倫的父亲元仁宗是成吉思汗孙子忽必烈的曾孙。辈分差距很大。